# La demora
La demora (Spanisch für Die Verzögerung) ist ein uruguayischer Film aus dem Jahr 2012, der eine Coproduktion mit Mexiko und Frankreich ist. Es ist der sechste Film des Regisseurs Rodrigo Plá, der eine Kurzgeschichte Laura Santullos adaptiert. La demora beschäftigt sich mit den Herausforderungen, die die Pflege eines Demenzkranken an die Familie stellt. Die Näherin María pflegt ihren Vater zu Hause, setzt ihn dann aber in ihrer Verzweiflung aus. Der Film hatte während der 62. Berlinale am 10. Februar 2012 seine Weltpremiere.

## Handlung
Die Näherin María lebt mit ihren drei Kindern und ihrem Vater Agustín, der an Demenz erkrankt ist und von ihr gepflegt werden muss, in einer kleinen Wohnung in Montevideo. Sie hat finanzielle Sorgen und ist mit der Pflege neben ihrem Job überfordert. Während sie arbeitet und die Kinder in der Schule sind, verlässt Agustín die Wohnung, um sein altes Haus zu besuchen. Als María nach Hause kommt, muss sie ihn im Regen suchen gehen. Er wird jedoch von einem alten Freund der Familie zurückgebracht, der auch an María Interesse zeigt. Da ihr die Situation über den Kopf zu wachsen droht, geht sie mit ihrem Vater zum Sozialamt, um einen Heimplatz zu beantragen. Der Beamte sagt ihr jedoch, dass sie für diesen Platz nicht bedürftig genug sind und es für ihren Vater besser wäre, von der Familie betreut zu werden. Auf dem Rückweg besuchen die beiden Marías Schwester auf deren Arbeit, damit María diese bitten kann, den Vater aufzunehmen. Nachdem die Schwester abgelehnt hat, geht María aufgeregt und schnell durch die Straßen, so dass Agustín kaum folgen kann. Als er sie bittet, eine Pause zu machen, lässt sie ihn auf einer Bank Platz nehmen, während sie Wasser kaufen möchte. Anstatt ihn abzuholen, geht sie dann aber nach Hause. Dort erklärt sie ihren Kindern, ihr Großvater sei bereits im Altenheim und es gehe ihm gut. Dann schickt sie die Kinder einkaufen, damit sie beim Notruf anrufen kann, um ihren Vater zu melden, so dass er in ein Heim gebracht werden kann. Als zwei Sozialarbeiter ihn aber auf seiner Bank aufsuchen, will er nicht mitgehen, damit er María nicht verpasst. So bleibt er auf seinem Platz, während es Abend und immer kühler wird. Eine Nachbarin redet ihm gut zu und möchte ihn in eine Notunterkunft fahren, aber Agustín lässt sich nicht darauf ein. Abends möchte María die Habseligkeiten ihres Vaters in das Heim bringen, aber findet ihn dort nicht vor. Sie gesteht, was sie getan hat, und bekommt von der Mitarbeiterin eine Liste der Altenheime der Stadt, so dass sie ihren Vater dort suchen kann. María ruft den Freund an, der ihren Vater nach Hause gebracht hat, damit er sie fahren kann. Gemeinsam suchen sie die Heime auf, finden Agustín aber nicht. Zum Schluss lässt sich María zu dem Platz fahren, wo sie Agustín ausgesetzt hat und findet ihn dort wieder. Sie führt diesen zum Auto. Damit endet der Film.

## Hintergrund
Die Produktion von La demora kostete 1,4 Millionen Dollar. Die Produktionsgesellschaft war Lulú Producciones in Mexiko-Stadt, als Produzent trat zudem der Regisseur Rodrigo Plá auf. Als Coproduzenten traten Memento Films Production aus Paris und Malbicho Cine aus Montevideo auf. Memento Films Production übernahm zudem den Weltvertrieb von La demora. Am 10. Februar 2012 feierte der Film auf der 62. Berlinale, wo er in der Sektion Forum lief, seine Weltpremiere.
Plá nutzte für den Dreh das Cinemascope-Verfahren, füllte die Weite der Bilder jedoch nicht unnötig, sondern isoliert seine Figuren im Raum. La demora ist insgesamt in braun-grünen Farbtönen gehalten und folgt einer realistischen Ästhetik. Plá beschreibt mit der Kamera die Handlungen der Personen und dokumentiert diese, er beschreibt, interpretiert oder analysiert diese aber nicht.

## Kritiken
Lukas Foerster rezensierte La demora für Perlentaucher mit einer insgesamt positiven Tonlage. Für ihn „verweigert der Film die Gesprächstherapie des Wohlfühl-Arthauskinos genauso konsequent wie die 'sich gegenseitig anschweige'-Exzesse des Entfremdungskitsch-Arthauskinos.“ Für The Hollywood Reporter beurteilte Neil Young den Film. Er beurteilte den Film als „powerfully atmospheric third feature“ Plás. Er führt aus: „Evoking a range of working-class Montevideo settings — both exterior and interior — via skilled cinematography and sound design, this slow-paced, claustrophobic nightmare is strong on mood and ambience but is let down by some questionable screenplay developments in the second half.“ Young kritisiert Schwächen im Buch. Er verstehe nicht, wieso María so irrational handelt und nicht früher an dem Platz sucht, an dem sie ihren Vater ausgesetzt hat. Aber diesen Kritikpunkt macht er nicht zu stark, sondern kommt zu dem Schluss, dass „... even if Maria’s actions feel more the result of scriptwriting contrivance than organic character development, Pla and his collaborators have crafted a pungently textured environment in which we’re deeply immersed.“

## Auszeichnungen
Der Film erhielt 2012 eine Einladung in die Sektion Forum der Internationalen Filmfestspiele Berlin. Im Rahmen des Filmfestivals wurde La demora mit dem Preis der Ökumenischen Jury in dieser Sektion sowie dem Leserpreis des Tagesspiegels ausgezeichnet.